# Dmitri Iegórov
Dmitri Fiódorovitx Iegórov, rus: Дми́трий Фёдорович Его́ров(Moscou, 22 de desembre [C.J. 10 de desembre] de 1869 – Kazan, 10 de setembre de 1931) fou un matemàtic rus.

## Vida i obra
Iegórov va estudiar en escoles de Moscou fins que el 1887 va ingressar a la universitat de Moscou en la qual es va graduar en matemàtiques, essent el seu principal mestre Nikolai Bugàiev. A partir de 1894 va començar a donar classes a la universitat mentre preparava el seu doctorat que va obtenir el 1901, sota la direcció de Bugàiev. El curs 1902-1903 va fer ampliació d'estudis a Berlín, Göttingen i París, prenent contacte amb els més importants matemàtics europeus.
El 1904 va ser nomenat professor titular de la universitat de Moscou. Es va casar amb la germana d'un reconegut violinista rus, Ivan Grzhimali, que donava concerts per tot Europa i el matrimoni es va col·locar al bell mig de la elit social i cultural moscovita.
Iegórov era home de profundes creences religioses, membre d'una secta de l'església ortodoxa russa anomenada Adoradors de les paraules. El govern comunista soviètic va perseguir aquestes idees fins al punt que, el 1930, Iegórov era desposseït de tots els seus càrrecs (era president de la Societat Matemàtica de Moscou) i empresonat a Kazan, on va morir l'any següent.